# Andrzej Buncol
Andrzej Buncol   (Gliwice, 21 de setembre de 1959) és un exfutbolista polonès de la dècada de 1980.
Fou 51 cops internacional amb la selecció polonesa amb la qual participà en la Copa del Món de Futbol de 1982 i a la Copa del Món de Futbol de 1986.
Pel que fa a clubs, defensà els colors de Ruch Chorzów, Legia Varsòvia, FC Homburg (Alemanya), Bayer Leverkusen (Alemanya) i Fortuna Düsseldorf (Alemanya).